# Nina Andréieva
Nina Aleksàndrovna Andréieva (en rus: Нина Александровна Андреева; 12 d'octubre de 1938-24 de juliol de 2020), va ser una química russa, professora, autora, activista, política i crítica social. Nina Andréieva era partidària dels principis soviètics clàssics i va escriure un assaig titulat: "No puc abandonar els meus principis", que defensava molts aspectes del sistema soviètic tradicional i criticava al Secretari General del PCUS, a Mikhaïl Gorbatxov, la perestroika i alguns membres del partit comunista. En la seva resposta publicada en el diari Pravda, el periòdic oficial del PCUS, l'article es va titular: "El manifest de les forces anti-perestroika".

## Història
Nina Andréieva va néixer a Leningrad (actualment Sant Petersburg) i va ser professora de química a l'Institut Tecnològic Estatal de Sant Petersburg. Andréieva es va unir al Partit Comunista de la Unió Soviètica (PCUS), el 1966. El seu assaig titulat: "No puc abandonar els meus principis", (en rus: Не могу уступать принципes), va ser publicat en el diari Sovietskaya Rossíya, el 13 de març de 1988, en un moment en què Mikhaïl Gorbatxov era fora del país. Andréieva va citar un informe del membre del Comitè Central del PCUS, Yegor Ligachov. Els funcionaris del PCUS més ortodoxos van acollir amb satisfacció l'assaig, mentre que els partidaris de Mikhaïl Gorbatxov i Borís Ieltsin temien que Nina representés una greu amenaça per a ells. Posteriorment, Mikhaïl Gorbatxov va revelar que molts membres del Politburó semblaven compartir les opinions d'Andréieva, i que va haver d'obligar-los a aprovar la publicació d'una rèplica oficial. La resposta va ser publicada i va aparèixer en el diari Pravda, el 5 de abril de 1988.
Andréieva posteriorment va exercir un paper de lideratge en la formació de diverses organitzacions comunistes. Ella va dirigir el comitè organitzador de la plataforma bolxevic del PCUS que va expulsar Gorbatxov del partit al setembre de 1991. Al novembre de 1991, va esdevenir secretària general del Partit Comunista Bolxevic de Tota la Unió.
A l'octubre del 1993, el partit polític va ser suspès temporalment juntament amb altres organitzacions, per ordre del President de Rússia Borís Ieltsin, durant la crisi constitucional russa del 1993.
El maig del 1995, Andréieva va abandonar el seu càrrec com a presidenta del comitè central del partit a Sant Petersburg. Nina Andréieva va morir a la ciutat de Sant Petersburg el 24 de juliol del 2020.